# Плюснин, Иван Афанасьевич
Ива́н Афана́сьевич Плюсни́н  (1 мая 1903, Шенкурский уезд, Архангельская губерния, Российская империя — 6 января 1955, Архангельск, СССР) — первый секретарь Молотовского (впоследствии Северодвинского) горкома КПСС (1941—1951). Кавалер ордена Трудового Красного знамени. Именем И. А. Плюснина названа улица в Северодвинске.

## Биография
Иван Афанасьевич Плюснин родился 1 мая 1903 года в Шенкурском уезде Архангельской губернии (ныне Шенкурский район Архангельской области).
В 1922 году с несколькими односельчанами на лодке спустился вниз по Двине до Архангельска, где устраивается работать матросом землечерпательного каравана, затем рабочим лесозавода № 25 треста «Северолес» на Маймаксе, потом счетоводом лесозаводов № 24 и № 26.
С 1925 года на профсоюзной работе.
В 1929 году становится членом ВКП(б).
Его инициативность и активность была замечена и в 1930 году двадцатисемилетний Иван Афанасьевич  направляется в Мезень на должность председателя завкома строящегося там лесозавода №48 (по другим сведениям заведующим агитмассовым отделом Мезенского райкома ВКП(б)).
Через четыре года И. А. Плюснин поступает в Архангельскую высшую коммунистическую сельскохозяйственную школу, по окончании которой в 1935 году он возглавляет партийную организацию этой же школы.
В 1937—1938 годах — начальник отдела кадров Архангельского областного отдела местной промышленности.
В 1938—1939 годах — инструктор, заведующий орготделом Архангельского горкома.
В 1939—1941 годах — первый секретарь Соломбальского райкома ВКП(б).
В 1941 году — третий секретарь Архангельского горкома партии.
И. А. Плюснин оканчивает Высшую партийную школу при ЦК КПСС.
В декабре 1941 года, в тяжелое военное время Ивану Афанасьевичу доверяют очень тяжелую работу и избирают первым секретарем Молотовского (впоследствии Северодвинского) горкома КПСС.
Плюснин проводит большую работу по укреплению противовоздушной обороны города, а также увеличению выпуска военной продукции для фронта.
По воспоминаниям современников, И. А. Плюснин всегда старался ставить на первый план простого человека вместе с его заботами и проблемами. Именно благодаря дальновидности Плюснина в городе было поддержано индивидуальное строительство частных жилых домов в районе так называемого «посёлка», городского района, который в лучшие годы занимал площадь от ул. Комсомольской до ул. Новой на юге и до ул. Народной на западе Северодвинска. Таким образом была решена острая проблема нехватки жилья для быстро растущего населения судостроительного центра.
В апреле 1952 года Ивана Афанасьевича избирают секретарем Архангельского обкома партии.
В сентябре 1952 года Плюснин возглавляет отдел легкой промышленности обкома партии.
С марта 1953 по 1954 годы Иван Афанасьевич работал на посту председателя Архангельского горисполкома, но вскоре тяжело заболевает и вынужден оставить пост. Также он избирается депутатом Архангельского областного и городского Советов депутатов трудящихся.
Последнее место работы - заведующий отделом рыбной промышленности горисполкома.
Награждён орденом Трудового Красного Знамени, медалями.
Скончался 6 января 1955 года. Похоронен в Архангельске на Кузнечевском кладбище.

## Увековечение памяти
- В 1961 году в Северодвинске в честь И. А. Плюснина названа улица, а также установлена мемориальная доска.
- Имя «Иван Плюснин» носит морской дизель-электроходный буксир водно-транспортного цеха Севмаша. Имя присвоено в  1961 году, сразу после постройки судна в Ленинграде[2].